# Holiday (Bee Gees)
"Holiday" is een nummer van het Britse trio de Bee Gees.
Het nummer werd in september 1967 als single uitgebracht in de Verenigde Staten. Het nummer werd niet als single uitgebracht in hun thuisland Verenigd Koninkrijk omdat Polydor daar al de single "World" van hun volgende album Horizontal uitbracht. Het verscheen op het album Bee Gees' 1st, het eerste internationale studioalbum van de groep. 
Het nummer werd alleen in Nederland een grote hit, waar het de tweede plaats in de Top 40 wist te halen. In de VS bleef het nummer steken op plek 16.

## NPO Radio 2 Top 2000
| Nummer met noteringen in de NPO Radio 2 Top 2000 | '00  | '01  | '02  | '03  | '04  | '05-'06 | '07  |
| ------------------------------------------------ | ---- | ---- | ---- | ---- | ---- | ------- | ---- |
| Holiday                                          | 1261 | 1419 | 1755 | 1853 | 1905 | -       | 1909 |

1. ↑  Een '-' betekent dat het nummer niet was genoteerd en een vetgedrukt getal geeft de hoogste notering aan.
2. ↑  2000 was het eerste jaar met een notering voor dit nummer.
3. ↑  Deze tabel is bijgewerkt tot en met de laatste editie (2024).

## Bezetting
- Barry Gibb - lead- en achtergrondzang
- Robin Gibb - lead- en achtergrondzang, harmonium
- Maurice Gibb – basgitaar, mellotron, hammondorgel, achtergrondzang
- Colin Petersen – drums
- Bill Shepherd – orkestarrangement